# Забава (филм из 1968)
Забава (енгл. The Party) је још један забаван филм са Питером Селерсом у главној улози. 

## Радња
Овај филм не садржи дубоке поуке, ту је једноставно да нас забави. Радња филма се врти око једног неспретног глумца који случајно бива позван на једну забаву гдје ствара низ компликација, које су као и увијек са овим сјајним глумцем у главној улози, јако занимљиве.

## Улоге
| Глумац            | Улога             |
| ----------------- | ----------------- |
| Питер Селерс      | Хрунди В. Бакши   |
| Клодин Лонже      | Мишел Моне        |
| Наталија Борисова | балерина          |
| Џин Карсон        | дадиља            |
| Марџ Чемпион      | Росалинд Данфи    |
| Ал Чеко           | Бернард Стајн     |
| Корин Кол         | Џенис Кејн        |
| Дик Крокет        | Велс              |
| Френсис Дејвис    | собарица          |
| Данијел де Мец    | Стела Д'Анђело    |
| Херб Елис         | режисер           |
| Пол Ферара        | Рони Смит         |
| Стив Франкен      | Левинсон, конобар |
| Кејт Грин         | Моли Клатербак    |
| Ален Јунг         | кувар             |
| Шерон Кимберли    | принцеза Хелена   |